# Harald Nordlander

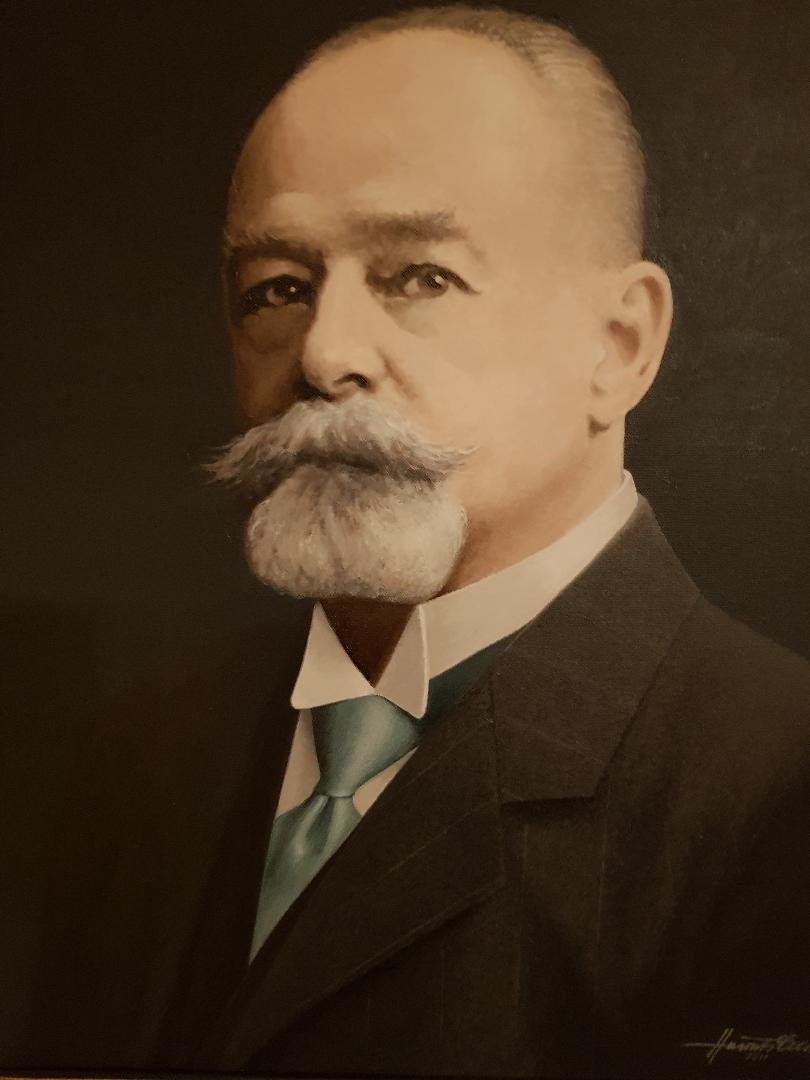
Harald Nordlander 1853-920

Harald Nordlander, född 1853, död 1920, var en svensk bruksägare och industriman.
Nordlander var ordförande i styrelsen för Smedjebackens Walsverk AB. Han ägde bl.a. Hagge bruk och Flatenbergs hytta i Norrbärke, Klenshyttan i Ludvika, en jordbruksegendom under Nordlanderska herrgården och samt Smedjebackens ångsåg och mejeri. 1892 moderniserade han valsverket med en Martinugn och 1906 lät han konstruera ett stålverk. Nordlander var landstingsman samt ledamot av kyrkorådet och Hushållningssällskapet. Han var son till Axel Nordlander den äldre och far till Axel Nordlander d.y. Han var vidare gift med Sigrid Klingberg, dotter till bruksdisponent Theodor Klingberg och Sophie Baalack.
Nordlander var riddare av Vasaorden.